# Besate
Besate – miejscowość i gmina we Włoszech, w regionie Lombardia, w prowincji Mediolan. Graniczy z miejscowościami: Morimondo, Vigevano, Casorate Primo, Motta Visconti.
Według danych na rok 2004 gminę zamieszkiwało 1729 osób, 144,1 os./km².